# Robert Seme
Robert Seme, slovenski častnik, * 14. januar 1972, Celje.
Višji vodnik Seme, veteran vojne za Slovenijo, je pripadnik Slovenske vojske.

## Vojaška kariera
V Slovenski vojski je zaposlen od leta 1992. Začel je kot poveljnik pehotnega oddelka. V istem letu je prešel na oddelek minometov 60 mm. Leta 1993 je uspešno zaključil šolanje na šoli za podčastnike v vojašnici Franc Rozman-Stane v Ljubljani. Leta 1994 je začel svoje delo opravljati v četi za ognjeno podporo kot poveljnik oddelka minometov 82 mm. Leta 1996 je pričel z delom v vojašnici Vipava in v istem letu se je vrnil v Celje, kjer je postal poveljnik računarskega oddelka v minometni četi 120 mm. Leta 1999 je bil kandidat za misijo v Albaniji, ki pa je bila zaradi takratnih razmer predčasno zaključena. V istem letu se je udeležil priprav za mirovno misijo v Bosni MSU III. Leta 2000 je odšel na mirovno misijo v Bosno v okviru enote MSU. Vseh 12 let službovanja se je udeleževal na raznih vajah. Danes je zaposlen v 20. MOTB v Celju kot poveljnik računarskega oddelka v minometni četi 120 mm.

## Odlikovanja in priznanja
- medalja v službi miru (10. maj 2000)